# Günther Mader
Günther Mader (ur. 24 czerwca 1964 w Matrei am Brenner) – austriacki narciarz alpejski, brązowy medalista olimpijski, wielokrotny medalista mistrzostw świata oraz mistrz świata juniorów. Zwyciężał we wszystkich konkurencjach w Pucharze Świata.

## Kariera
Pierwszy sukces w karierze Günther Mader osiągnął w 1982 roku, kiedy zdobył złoty medal w gigancie podczas mistrzostw świata juniorów w Auron. Na tych samych mistrzostwach zajął także piąte miejsce w biegu zjazdowym. W zawodach Pucharu Świata zadebiutował 22 grudnia 1982 roku w Madonna di Campiglio, gdzie zajął siódme miejsce w supergigancie. Tym samym już 
w swoim debiucie zdobył pierwsze pucharowe punkty. W sezonie 1982/1983 punkty zdobył jeszcze 7 marca 1983 roku w Aspen, gdzie był dziesiąty w gigancie. Wyniki ten dały mu 56. miejsce w klasyfikacji generalnej. Pierwsze podium w zawodach pucharowych wywalczył 21 lutego 1986 roku w Wengen, gdzie zwyciężył w kombinacji. Kilkanaście dni później, 2 marca w Geilo wygrał także slalom, jednak poza tym nie stawał na podium. Mimo to czternaście razy plasował się w czołowej dziesiątce, dzięki czemu był ostatecznie dziesiąty w klasyfikacji generalnej, siódmy w klasyfikacji kombinacji i ósmy w klasyfikacji slalomu. W międzyczasie wystąpił mistrzostwach świata w Bormio w 1985 roku, gdzie był ósmy w kombinacji, a rywalizacji w gigancie nie ukończył.
Mistrzostwa świata w Crans-Montana w 1987 roku przyniosły mu pierwsze medale wywalczone wśród seniorów. W slalomie zdobył tam srebrny medal, rozdzielając na podium dwóch reprezentantów RFN: Franka Wörndla i Armina Bittnera. Parę dni wcześniej zdobył ponadto brązowy medal w kombinacji, w której wyprzedzili go jedynie reprezentant Luksemburga Marc Girardelli oraz Pirmin Zurbriggen ze Szwajcarii. W zawodach PŚ wielokrotnie plasował się w czołówce, jednak na podium stanął tylko raz: 14 lutego 1987 roku w Markstein był trzeci w slalomie. W klasyfikacji generalnej zajął trzynaste miejsce. Rok później we wszystkich swoich startach pucharowych tylko trzy razy znalazł się poza najlepszą dziesiątką. Na podium stanął pięć razy: 27 listopada w Sestriere, 20 grudnia w Kranjskiej Gorze i 19 marca w Åre był trzeci w slalomie, 19 stycznia w Saas-Fee był drugi w gigancie, a 20 marca 1988 roku w Åre zwyciężył w kombinacji. Sezon ten ukończył na czwartym miejscu w klasyfikacji generalnej, a w klasyfikacjach slalomu i kombinacji zajmował drugie miejsce. Wśród slalomistów lepszy był tylko Włoch Alberto Tomba, a w klasyfikacji kombinacji wyprzedził go inny Austriak, Hubert Strolz. W lutym 1988 roku brał udział w igrzyskach olimpijskich w Calgary, gdzie był między innymi piąty w supergigancie i jedenasty w gigancie.
W sezonie 1988/1989 notował słabsze wyniki, ani razu nie stając na podium. Najlepszy wynik sezonu osiągnął 8 stycznia 1989 roku w Laax, gdzie był szósty w supergigancie. W pierwszej dziesiątce znalazł się jeszcze tylko trzy razy i w efekcie zajął 25. miejsce w klasyfikacji generalnej. Mader zdobył jednak brązowy medal w kombinacji podczas rozgrywanych w 1989 roku mistrzostw świata w Vail. Zarówno w zjeździe jak i slalomie uzyskał dziewiąty czas co łącznie dało mu miejsce na najniższym stopniu podium, za Girardellim i Szwajcarem Paulem Accolą. Na podium zawodów PŚ Mader wrócił w sezonie 1989/1990. W najlepszej trójce znalazł się łącznie osiem razy, w tym w grudniu 1989 roku w Mont-Sainte-Anne wygrał giganta, a 30 stycznia 1990 roku w Les Menuires był najlepszy w supergigancie. Ponadto 12 stycznia w Schladming był trzeci w kombinacji, 11 sierpnia w Thredbo i 30 listopada w Waterville Valley był trzeci, a 14 stycznia w Alta Badia drugi w gigancie, 29 stycznia w Val d’Isère zajął trzecie, a 6 lutego 1990 roku w Courmayeur drugie miejsce w supergigancie. Wyniki ten dały mu trzecie miejsce w klasyfikacji generalnej, za Zurbriggenem i Norwegiem Ole Kristianem Furusethem. Wtedy też po raz pierwszy w karierze sięgnął po Małą Kryształową Kulę za zwycięstwo w klasyfikacji giganta, a w klasyfikacji supergiganta był drugi za Zurbriggenem.
Kolejny medal zdobył na rozgrywanych w 1991 roku mistrzostwach świata w Saalbach-Hinterglemm, gdzie ponownie był trzeci w kombinacji. Po zjeździe Austriak zajmował jedenaste miejsce, jednak czwarty czas uzyskany w slalomie pozwolił mu awansować na podium. Lepsi okazali się jedynie jego rodak Stephan Eberharter oraz Włoch Kristian Ghedina. Na tych samych mistrzostwach startował także w slalomie, gigancie i supergigancie, jednak plasował się poza dziesiątką. W zawodach pucharowych sezonu 1990/1991 na podium znalazł się dwa razy: 6 stycznia 1991 roku w Garmisch-Partenkirchen był najlepszy w supergigancie, a tydzień później w Kitzbühel był trzeci w kombinacji. Podobne wyniki uzyskiwał w sezonie 1991/1992, który ukończył na szóstym miejscu. Na podium stawał czterokrotnie: 26 stycznia w Wengen był drugi w kombinacji, 6 marca w Panoramie był drugi w zjeździe, dwa dni później w tej samej miejscowości wygrał supergiganta, a 15 marca 1992 roku w Aspen był drugi w supergigancie. Zajął też wtedy trzecie miejsce w klasyfikacji supergiganta, ulegając tylko Paulowi Accoli i Markowi Girardellemu. W lutym 1992 roku brał udział w igrzyskach olimpijskich w Albertville, gdzie zdobył brązowy medal w zjeździe. Do zwycięzcy, Austriaka Patricka Ortlieba stracił 0,10 s, a do drugiego Francka Piccarda z Francji zaledwie 0,05 s. Na tych samych igrzyskach był też między innymi szósty w gigancie i siódmy w supergigancie.
Sezony 1992/1993 i 1993/1994 kończył na czwartej pozycji w klasyfikacji generalnej. W tym czasie ośmiokrotnie plasował się w najlepszej trójce zawodów, w tym 28 lutego 1993 roku w Whistler był najlepszy w supergigancie, 27 listopada 1993 roku w Park City wygrał giganta, a 12 grudnia 1993 roku w Val d’Isère ponownie zwyciężył w supergigancie. W sezonie 1992/1993 Austriak zajmował drugie miejsce w klasyfikacjach supergiganta i kombinacji, w tej pierwszej przegrywając z Norwegiem Kjetilem André Aamodtem, a w drugiej z Markiem Girardellim. W lutym 1993 roku startował na mistrzostwach świata w Morioce, jednak nie zdobył medalu. Najlepszy wynik osiągnął w kombinacji, którą ukończył na czwartej pozycji. W walce o podium lepszy o 9,26 pkt okazał się Girardelli. Czwarte miejsce w tej samej konkurencji zajął także podczas rozgrywanych w 1994 roku igrzysk olimpijskich w Lillehammer. Po zjeździe zajmował trzynaste miejsce, a w slalomie uzyskał ósmy czas. Walkę o brązowy medal przegrał tam z Haraldem Christianem Strandem Nilsenem z Norwegii o 0,09 s. Na tych samych igrzyskach był też między innymi dziewiąty w supergigancie i jedenasty w gigancie.
Najlepsze wyniki osiągał w sezonach 1994/1995 i 1995/1996, kiedy zajmował drugie miejsce w klasyfikacji generalnej Pucharu Świata. W pierwszym przypadku uległ tylko Alberto Tombie, a w drugim wyprzedził go Lasse Kjus z Norwegii. Łącznie dziewięć razy znalazł się na podium, w tym 16 stycznia 1995 roku w Kitzbühel wygrał supergiganta, a 13 i 14 stycznia 1996 roku w tej samej miejscowości był najlepszy w zjeździe i kombinacji. W 1995 roku był drugi za Włochem Peterem Runggaldierem w klasyfikacji supergiganta, a rok później był drugi za Francuzem Lukiem Alphandem. W sezonie 1995/1996 zdobył ponadto druga w karierze Małą Kryształową Kulę wygrywając klasyfikację kombinacji. W 1996 roku wystąpił także na mistrzostwach świata w Sierra Nevada, zdobywając kolejny brązowy medal w kombinacji. Po zjeździe zajmował drugą pozycję, jednak uzyskany w slalomie dziesiąty czas spowodował, iż wyprzedzili go Marc Girardelli i Lasse Kjus. Był też między innymi szósty w zjeździe i siódmy w supergigancie.
Ostatnie podium w zawodach Pucharu Świata wywalczył 12 stycznia 1997 roku w Chamonix, gdzie zwyciężył w kombinacji. W sezonie 1996/1997 jeszcze raz stanął na podium, 16 grudnia 1996 roku w Val d’Isère był drugi w supergigancie. W klasyfikacji generalnej był ostatecznie czternasty, a w klasyfikacji kombinacji zajął drugie miejsce za Kjetilem André Aamodtem. Ostatni medal zdobył podczas rozgrywanych w lutym 1997 roku mistrzostw świata w Sestriere, gdzie był trzeci w supergigancie. W zawodach tych lepsi byli jedynie Norwegowie: Atle Skårdal i Lasse Kjus. Startował także w kombinacji, jednak nie ukończył zawodów. Znalazł się również w reprezentacji Austrii na igrzyska olimpijskie w Nagano w 1998 roku, gdzie wystąpił tylko w kombinacji. Po zjeździe Mader prowadził w zawodach, jednak w slalomie uzyskał szósty czas, co łącznie dało mu czwartą pozycję. W walce o medal o 0,07 s wyprzedził go jego rodak, Christian Mayer. W zawodach pucharowych w sezonie 1997/1998 jego najlepszym wynikiem było siódme miejsce w supergigancie wywalczone 10 stycznia 1998 roku w Schladming. W klasyfikacji generalnej zajął 26. miejsce.
W 1998 roku zakończył karierę. 13 dni później Mader doznał udaru mózgu, w wyniku którego cała prawa strona ciała została sparaliżowana, stracił także około 85% umiejętności językowych. Po rehabilitacji odzyskał w większości sprawność oraz napisał książkę o swej karierze i rehabilitacji po udarze. Pracował także dla firmy Salomon, produkującej sprzęt narciarski. W 1998 roku otrzymał Odznakę Honorową za Zasługi dla Republiki Austrii.

## Osiągnięcia

### Igrzyska olimpijskie
| Miejsce | Dzień     | Rok  | Miejscowość | Konkurencja | Czas biegu | Strata | Zwycięzca            |
| ------- | --------- | ---- | ----------- | ----------- | ---------- | ------ | -------------------- |
| 19.     | 15 lutego | 1988 | Calgary     | Zjazd       | 1:59,63    | +4,33  | Pirmin Zurbriggen    |
| DNF     | 17 lutego | 1988 | Calgary     | Kombinacja  | 36,55 pkt  | –      | Hubert Strolz        |
| 5.      | 21 lutego | 1988 | Calgary     | Supergigant | 1:39,66    | +2,30  | Franck Piccard       |
| 11.     | 25 lutego | 1988 | Calgary     | Gigant      | 2:06,37    | +3,67  | Alberto Tomba        |
| DNF     | 27 lutego | 1988 | Calgary     | Slalom      | 1:39.47    | –      | Alberto Tomba        |
| 3.      | 9 lutego  | 1992 | Albertville | Zjazd       | 1:50,37    | +0,10  | Patrick Ortlieb      |
| DNF     | 11 lutego | 1992 | Albertville | Kombinacja  | 14,58 pkt  | –      | Josef Polig          |
| 7.      | 16 lutego | 1992 | Albertville | Supergigant | 1:13,04    | +1,04  | Kjetil André Aamodt  |
| 6.      | 18 lutego | 1992 | Albertville | Gigant      | 2:06,98    | +1,82  | Alberto Tomba        |
| 19.     | 13 lutego | 1994 | Lillehammer | Zjazd       | 1:45,75    | +1,12  | Tommy Moe            |
| 4.      | 15 lutego | 1994 | Lillehammer | Kombinacja  | 3:17,53    | +1,70  | Lasse Kjus           |
| 9.      | 17 lutego | 1994 | Lillehammer | Supergigant | 1:32,53    | +0,97  | Markus Wasmeier      |
| 11.     | 23 lutego | 1994 | Lillehammer | Gigant      | 2:52,46    | +1,20  | Markus Wasmeier      |
| DNF     | 27 lutego | 1994 | Lillehammer | Slalom      | 2:02,02    | –      | Thomas Stangassinger |
| 4.      | 12 lutego | 1998 | Nagano      | Kombinacja  | 3:08,06    | +2,13  | Mario Reiter         |

### Mistrzostwa świata
| Miejsce | Dzień       | Rok  | Miejscowość   | Konkurencja | Czas biegu | Strata     | Zwycięzca           |
| ------- | ----------- | ---- | ------------- | ----------- | ---------- | ---------- | ------------------- |
| 8.      | 5 lutego    | 1985 | Bormio        | Kombinacja  | 7,67 pkt   | +53,89 pkt | Pirmin Zurbriggen   |
| DNF1    | 7 lutego    | 1985 | Bormio        | Gigant      | 2:28,90    | –          | Markus Wasmeier     |
| 3.      | 1 lutego    | 1987 | Crans-Montana | Kombinacja  | 28,27 pkt  | +13,69 pkt | Marc Girardelli     |
| 13.     | 2 lutego    | 1987 | Crans-Montana | Supergigant | 1:19,93    | +2,81      | Pirmin Zurbriggen   |
| 2.      | 8 lutego    | 1987 | Crans-Montana | Slalom      | 1:54,63    | +0,19      | Frank Wörndl        |
| 3.      | 3 lutego    | 1989 | Vail          | Kombinacja  | 4,72 pkt   | +26,77 pkt | Marc Girardelli     |
| 13.     | 22 stycznia | 1991 | Saalbach      | Slalom      | 1:55,38    | +4,18      | Marc Girardelli     |
| 12.     | 23 stycznia | 1991 | Saalbach      | Supergigant | 1:26,73    | +2,87      | Stephan Eberharter  |
| 3.      | 30 stycznia | 1991 | Saalbach      | Kombinacja  | 16,28 pkt  | +11,26 pkt | Stephan Eberharter  |
| 14.     | 3 lutego    | 1991 | Saalbach      | Gigant      | 2:29,94    | +3,82      | Rudolf Nierlich     |
| 4.      | 8 lutego    | 1993 | Morioka       | Kombinacja  | 34,22 pkt  | +11,31 pkt | Lasse Kjus          |
| 18.     | 10 lutego   | 1993 | Morioka       | Gigant      | 2:15,36    | +4,20      | Kjetil André Aamodt |
| 17.     | 11 lutego   | 1993 | Morioka       | Zjazd       | 1:32,06    | +3,99      | Urs Lehmann         |
| 7.      | 13 lutego   | 1996 | Sierra Nevada | Supergigant | 1:21,80    | +0,79      | Atle Skårdal        |
| 6.      | 17 lutego   | 1996 | Sierra Nevada | Zjazd       | 2:00,17    | +1,11      | Patrick Ortlieb     |
| 3.      | 21 lutego   | 1996 | Sierra Nevada | Kombinacja  | 3:31,95    | +0,98      | Marc Girardelli     |
| 12.     | 23 lutego   | 1996 | Sierra Nevada | Gigant      | 1:58,63    | +3,73      | Alberto Tomba       |
| 3.      | 3 lutego    | 1997 | Sestriere     | Supergigant | 1:29,68    | +0,33      | Atle Skårdal        |
| DNF     | 6 lutego    | 1997 | Sestriere     | Kombinacja  | 3:10,40    | –          | Kjetil André Aamodt |

### Mistrzostwa świata juniorów
| Miejsce | Dzień   | Rok  | Miejscowość | Konkurencja | Czas biegu | Strata | Zwycięzca      |
| ------- | ------- | ---- | ----------- | ----------- | ---------- | ------ | -------------- |
| 5.      | 4 marca | 1982 | Auron       | Zjazd       | 1:36,11    | +1,52  | Franck Piccard |
| 1.      | 6 marca | 1982 | Auron       | Gigant      | 2:24,67    | –      | –              |

### Puchar Świata

#### Miejsca w klasyfikacji generalnej
- sezon 1982/1983: 56.
- sezon 1983/1984: 33.
- sezon 1984/1985: 59.
- sezon 1985/1986: 10.
- sezon 1986/1987: 13.
- sezon 1987/1988: 4.
- sezon 1988/1989: 25.
- sezon 1989/1990: 3.
- sezon 1990/1991: 7.
- sezon 1991/1992: 6.
- sezon 1992/1993: 4.
- sezon 1993/1994: 4.
- sezon 1994/1995: 2.
- sezon 1995/1996: 2.
- sezon 1996/1997: 14.
- sezon 1997/1998: 26.

#### Zwycięstwa w zawodach
1. Wengen – 21 lutego 1986 (kombinacja)
2. Geilo – 2 marca 1986 (slalom)
3. Åre – 20 marca 1988 (kombinacja)
4. Mont-Sainte-Anne – 2 grudnia 1989 (gigant)
5. Les Menuires – 30 stycznia 1990 (supergigant)
6. Garmisch-Partenkirchen – 6 stycznia 1991 (supergigant)
7. Panorama – 8 marca 1992 (supergigant)
8. Whistler – 28 marca 1993 (supergigant)
9. Park City – 27 listopada 1993 (gigant)
10. Val d’Isère – 12 grudnia 1993 (supergigant)
11. Kitzbühel – 16 stycznia 1995 (supergigant)
12. Kitzbühel – 13 stycznia 1996 (zjazd)
13. Kitzbühel – 14 stycznia 1996 (kombinacja)
14. Chamonix – 12 stycznia 1997 (kombinacja)

- 14 zwycięstw (6 supergigantów, 4 kombinacje, 2 giganty, 1 zjazd i 1 slalom)

#### Pozostałe miejsca na podium
1. Markstein – 14 lutego 1987 (slalom) – 3. miejsce
2. Sestriere – 27 listopada 1987 (slalom) – 3. miejsce
3. Kranjska Gora – 20 grudnia 1987 (slalom) – 3. miejsce
4. Crans-Montana – 19 stycznia 1988 (gigant) – 2. miejsce
5. Åre – 19 marca 1988 (slalom) – 3. miejsce
6. Thredbo – 11 sierpnia 1989 (gigant) – 3. miejsce
7. Waterville Valley – 30 listopada 1989 (gigant) – 3. miejsce
8. Kitzbühel – 12 stycznia 1990 (kombinacja) – 3. miejsce
9. Val Gardena – 14 stycznia 1990 (gigant) – 2. miejsce
10. Val d’Isère – 29 stycznia 1990 (supergigant) – 3. miejsce
11. Courmayeur – 6 lutego 1990 (supergigant) – 2. miejsce
12. Kitzbühel – 13 stycznia 1991 (kombinacja) – 3. miejsce
13. Crans-Montana – 26 stycznia 1992 (kombinacja) – 2. miejsce
14. Panorama – 6 marca 1992 (zjazd) – 2. miejsce
15. Aspen – 15 marca 1992 (supergigant) – 2. miejsce
16. Garmisch-Partenkirchen – 10 stycznia 1993 (zjazd) – 3. miejsce
17. Sankt Anton – 12 stycznia 1993 (supergigant) – 3. miejsce
18. Sankt Anton – 16 stycznia 1993 (zjazd) – 3. miejsce
19. Åre – 26 marca 1993 (supergigant) – 2. miejsce
20. Kitzbühel – 16 stycznia 1994 (kombinacja) – 3. miejsce
21. Val d’Isère – 16 grudnia 1994 (zjazd) – 3. miejsce
22. Val d’Isère – 18 grudnia 1994 (gigant) – 3. miejsce
23. Kitzbühel – 15 stycznia 1995 (kombinacja) – 3. miejsce
24. Bormio – 18 marca 1995 (gigant) – 2. miejsce
25. Crans-Montana – 21 stycznia 1996 (kombinacja) – 2. miejsce
26. Kvitfjell – 6 marca 1996 (zjazd) – 2. miejsce
27. Val d’Isère – 16 grudnia 1996 (supergigant) – 2. miejsce